# Poljanšek
Poljanšek je 410. najbolj pogost priimek v Sloveniji, ki ga je po podatkih SURSa na dan 31. decembra 2007 uporabljalo 626 oseb, na dan 1. januarja 2010 pa 629 oseb. Je tudi ledinsko ime.

## Znani nosilci priimka
- Alojz Poljanšek (1901–1966), gradbenik, projektant železnic
- Danilo Poljanšek, bas kitarist, član Ansambla bratov Poljanšek
- Ivan Poljanšek (1912–?), glasbenik in glasbeni pedagog (Sarajevo)
- Janez Poljanšek (*1959), jezuit, provincial, 2009-13 rektor jezuitskega mednarodnega bogoslovja v Rimu
- Jože Poljanšek (*1963), jezuit in slikar
- Lojze Poljanšek, plavalec
- Majda Poljanšek, prof. telovadbe, političarka
- Matjaž Poljanšek, sociolog, (glej Konjanšek)
- Mirjam Poljanšek, umetnostna zgodovinarka
- Miro Poljanšek, trobentar, član Ansambla bratov Poljanšek
- Miloš Poljanšek (1923–2020), slavist, šolnik, politik
- Nežka Poljanšek, fizioterapevtka
- Polde (Leopold) Poljanšek, kitarist, saksofonist, član zasedb Martin Krpan in Agropop, finančnik, poslovnež
- Rado Poljanšek (1914–2002), ginekolog in onkolog
- Rudi Poljanšek (1953–2024), harmonikar, član Ansambla bratov Poljanšek
- Silvo Poljanšek (*1951), hokejist
- Tina Poljanšek, pevka in harmonikarka
- Urša Poljanšek, psihoterapevtka, alpinistka
- Valentin Poljanšek (1882–1968), pesnik, zadružnik, politik, kulturni delavec, skladatelj
- Vincenc Poljanšek (1941–2024), salezijanski brat, misijonar, mizar